# Élections cantonales de 2011 dans les Alpes-Maritimes
Les élections cantonales visant à renouveler pour 3 ans la moitié des sièges du conseil général des Alpes-Maritimes ont eu lieu les 20 mars 2011 et 27 mars 2011. Sans grands enjeux, compte tenu de la confortable avance de la majorité de droite à l'assemblée départementale, elles ont vu celle-ci renforcer son emprise sur le département avec le gain de deux sièges sur la gauche.

## Contexte départemental

### Contexte politique
Le conseil général des Alpes Maritimes est dirigé par la droite depuis 1951. Il était improbable que cela change avec cette élection compte tenu de la forte domination de la majorité sortante à tous les niveaux que ce soit municipal, départemental ou législatif. Au contraire, l'enjeu de cette élection était de savoir si l'UMP réussirait à regagner sur la gauche les cantons perdus en 1998 (essentiellement sur Nice) dans des triangulaires avec le FN et qu'elle n'avait pas pu reconquérir en 2004. Le relèvement du seuil pour se maintenir, le fait que cette élection n'était couplée à aucune autre et l'apparition d'une concurrence au sein de l'extrême droite devait fortement limiter les triangulaires de second tour.
Dans la plupart des cantons, la majorité présidentielle part unie et a choisi sauf dans deux cas de reconduire les sortants. Dans quelques cantons, des rivalités locales conduisent à des candidatures divers droite. Le mouvement Debout la République présente également trois candidats sur Nice.
L'extrême droite est présente dans tous les cantons, y compris ceux de l'arrière-pays, mais part désunie : le Front national présent dans 24 des 26 cantons renouvelables devant faire face à la concurrence du Bloc identitaire présent dans 16 cantons. Seule la candidature de Jacques Peyrat, ancien sénateur-maire de Nice, a fait l'unanimité de cette famille politique.
La gauche ne part pas unie. Néanmoins le Parti socialiste a conclu, notamment sur Nice, des accords techniques bilatéraux avec les autres composantes de la gauche : PCF, EELV, PRG, MRC. Le PS présente donc 11 candidats et en soutient 13.
Les écologistes d'Europe Écologie Les Verts sont présents (directement ou avec des apparentés) dans 8 cantons et soutiennent 11 candidats. Pour sa part le MEI jadis très présent n'est présent que dans un seul canton.
À la gauche de la gauche, le Front de gauche, associé au NPA, à la FASE et aux Alternatifs, est présent dans tous les cantons. Sur Nice, le Parti communiste s’est dissocié de cette alliance du fait de ces accords bilatéraux avec le PS. Par ailleurs, un mouvement issu d'une scission du PC, Communistes présente 6 candidats.
Dans l’arrière-pays trois personnalités ont fait l’unanimité des différents partis de gauche.
Les régionalistes niçois représentés par le Parti niçois, sont également présents dans 3 cantons de Nice.

### Analyse des résultats

#### Premier tour
Le premier tour est marqué par un fort taux d'abstention (58,53 % des inscrits), avec une nette différence entre les cantons ruraux de l'arrière-pays où la participation est traditionnellement plus forte et les cantons urbains du littoral où elle est bien plus faible. Cette faible participation confirme la tendance observée lors des élections européennes de 2009 et des élections régionales de 2010 (57 %). Contrairement aux élections précédentes et compte tenu de la 
faible participation, une seule triangulaire était possible à l'issue du premier tour.
À l'inverse de la tendance nationale, le scrutin est marqué par la défaite de la gauche locale, qui, du fait notamment de ses divisions, n'est présente que dans 6 (dont un seul candidat PS) des 20 cantons soumis à un second tour. Elle rate le second tour dans cinq cantons pour moins de cent voix. Sa sortante PRG est même éliminée dès le premier tour dans le 7e canton niçois. Comme en 2004 le sortant communiste de L'Escarène est élu dès le premier tour.
Si l'UMP voit cinq de ses sortants élus dès le premier tour, c'est trois de moins qu'en 2004. Elle est présente au second tour dans 18 des 20 cantons soumis à un second tour. Néanmoins ses résultats sur Nice sont plus mitigés: Deux candidats éliminés et deux qualifiés de justesse tandis que dans l'emblématique 14e canton Mme Estrosi-Sassone se qualifie aisément aux dépens de l'ancien maire Jacques Peyrat.
L'enseignement majeur du premier tour est la poussée du Front national qui, s'il ne perce pas dans l'arrière-pays, filtre avec ou dépasse les 30 % dans nombre des cantons urbains du littoral. La présence des identitaires niçois ne l'empêche pas de parvenir à qualifier 15 candidats pour le second tour dont cinq arrivés en tête dans leur canton à l'issue du premier tour.

#### Second tour
Le taux d'abstention atteint 58,89 %, soit légèrement plus qu'au premier tour. L'UMP sort grand vainqueur de ce second tour en remportant 17 des 20 cantons restant en jeu dont le duel PS/UMP avec le seul sortant PS et celui l'opposant au dissident UMP René Vestri. La gauche conserve trois de ses quatre sortants encore en lice. Malgré ses bons scores du premier tour, le FN échoue à obtenir un élu, néanmoins dans quatre cantons l'écart est inférieur à 4 % des voix (48 % contre 52 %) et même inférieur à 2 % des voix  (soit 112 voix d'écart seulement) à Cagnes-sur-Mer-Centre.
Finalement, la majorité UMP sort renforcée en regagnant deux sièges sur la gauche et en éliminant son dissident. Eric Ciotti se voit donc logiquement reconduit pour trois ans à la présidence du conseil général.

### Assemblée départementale sortante
Avant les élections, le conseil général des Alpes-Maritimes est présidé par Éric Ciotti (UMP). Il comprend 52 conseillers généraux issus des 52 cantons des Alpes-Maritimes. 26 d'entre eux sont renouvelables lors de ces élections.
| Parti                             | Sigle | Élus |
| --------------------------------- | ----- | ---- |
| Majorité (42 sièges)              |       |      |
| Union pour un mouvement populaire | UMP   | 38   |
| Divers droite                     | DVD   | 2    |
| Nouveau Centre                    | NC    | 1    |
| Parti radical                     | PR    | 1    |
| Opposition (10 sièges)            |       |      |
| Parti communiste français         | PCF   | 3    |
| Parti socialiste                  | PS    | 3    |
| Parti radical de gauche           | PRG   | 2    |
| Divers écologistes                | DVE   | 2    |
| Président du Conseil général      |       |      |
| Éric Ciotti (UMP)                 |       |      |

## Résultats à l'échelle du département

### Résultats en nombre de sièges
| Parti | Sièges mis en jeu | Élus | Évolution     |
| ----- | ----------------- | ---- | ------------- |
| PCF   | 2                 | 2    | en stagnation |
| PRG   | 2                 | 1    | 1             |
| PS    | 1                 | 0    | 1             |
| DVE   | 1                 | 1    | en stagnation |
| UMP   | 19                | 21   | 2             |
| NC    | 0                 | 1    | 1             |
| DVD   | 1                 | 0    | 1             |

### Assemblée départementale à l'issue des élections
| Parti                             | Sigle | Élus |
| --------------------------------- | ----- | ---- |
| Majorité (44 sièges)              |       |      |
| Union pour un mouvement populaire | UMP   | 40   |
| Nouveau Centre                    | NC    | 2    |
| Divers droite                     | DVD   | 1    |
| Parti radical                     | PR    | 1    |
| Opposition (8 sièges)             |       |      |
| Parti communiste français         | PCF   | 3    |
| Parti socialiste                  | PS    | 2    |
| Parti radical de gauche           | PRG   | 1    |
| Divers écologistes                | DVE   | 2    |
| Président du Conseil général      |       |      |
| Éric Ciotti (UMP)                 |       |      |

## Résultats par canton

### Canton d'Antibes-Centre
Georges Roux, adjoint UMP au maire d'Antibes n'a aucun mal à obtenir un troisième mandat dans ce canton à droite depuis sa création. Cette fois, il n'est opposé qu'au FN pour le second tour alors que la gauche avait réussi à se qualifier pour une triangulaire en 2004. Même s'il est élu avec 20 points d'avance sur le candidat FN qui augmente de 200 voix son électorat, on observe une baisse significative de ses voix, 1600 en moins au premier comme au second tour, alors qu'il augmente en pourcentage de 11 points. Parmi les causes directes de cette baisse de voix, on peut trouver une abstention record qui augmente de 25 points (deux électeurs sur trois ne se sont pas déplacés). Une abstention qui ne touche pas les communistes au premier tour, qui se stabilisent à 600 voix, mais qui atteint sévèrement la gauche plus modérée, représentée par un écologiste, qui perd 700 voix et sa présence au second tour par rapport à 2004. 
| Candidats      | Candidats      | Étiquette      | Premier tour | Premier tour | Second tour | Second tour |
| Candidats      | Candidats      | Étiquette      | Voix         | %            | Voix        | %           |
| -------------- | -------------- | -------------- | ------------ | ------------ | ----------- | ----------- |
|                | Georges Roux*  | UMP            | 2 531        | 39,61        | 3 851       | 60,72       |
|                | Richard Garcia | FN             | 1 992        | 31,17        | 2 491       | 39,28       |
|                | Colin Pitrat   | EÉLV-PS        | 1 281        | 20,05        |             |             |
|                | Cécile Dumas   | FG PCF-NPA     | 586          | 9,17         |             |             |
|                |                |                |              |              |             |             |
| Inscrits       | Inscrits       | Inscrits       | 19 658       | 100,00       | 19 658      | 100,00      |
| Abstentions    | Abstentions    | Abstentions    | 13 111       | 66,70        | 12 806      | 65,14       |
| Votants        | Votants        | Votants        | 6 547        | 33,30        | 6 852       | 34,86       |
| Blancs et nuls | Blancs et nuls | Blancs et nuls | 157          | 2,40         | 510         | 7,44        |
| Exprimés       | Exprimés       | Exprimés       | 6 390        | 97,60        | 6 342       | 92,56       |

*sortant

### Canton de Cagnes-sur-Mer-Centre
Marie-Josée Badecchi, ajointe au maire de Cagnes, Louis Nègre, dont elle a pris la succession au conseil général en 2008 à la suite de son élection au Sénat, réussit sa réélection mais après s'être faite peur face au FN. En effet, la candidate UMP trouve notamment face à elle Monique Lartigue, cheffe de file locale du parti et conseillère municipale d'opposition, renforcée après des élections partielles de 2008 ratées - alors à peine 400 voix pour la soutenir. Cette dernière obtient la première place au premier tour avec 225 électeurs de plus qu'en 2004 face à la sortante qui perd près de 2400 voix par rapport au maire en 2004 (certes 300 de plus qu'en 2008, mais où la participation était d'à peine plus de 20 %), souffrant là certainement d'une abstention en hausse de 20 points par rapport à 2004, et dans une moindre mesure de la candidature dissidente, à nouveau, de l'ancien conseiller municipal Pierre Piacentini, mais qui convainc finalement assez peu. Tout ceci mène donc à un duel féminin UMP-FN dont Mme Bandecchi sort victorieuse mais avec moitié moins de voix que Louis Nègre en 2004 et 500 voix de plus pour le FN. Enfin, à gauche, les différents blocs partaient divisés entre le conseiller municipal communiste Michel Santinelli termine en tête, largement devant son collègue écologiste , ancien conseiller municipal socialiste Alain Ginouvier qui arrive troisième du bloc des gauches et le jeune candidat socialiste, Laurent Pratensi qui termine premier pour la gauche modérée mais derrière le PC. Ces divisions mènent à l'élimination de la gauche dès le premier tour.
| Candidats      | Candidats              | Étiquette      | Premier tour | Premier tour | Second tour | Second tour |
| Candidats      | Candidats              | Étiquette      | Voix         | %            | Voix        | %           |
| -------------- | ---------------------- | -------------- | ------------ | ------------ | ----------- | ----------- |
|                | Monique Lartigue       | FN             | 2 402        | 34,83        | 3 342       | 49,17       |
|                | Marie-Josée Bandecchi* | UMP            | 2 002        | 29,03        | 3 455       | 50,83       |
|                | Michel Santinelli      | FG PCF-NPA     | 1 046        | 15,17        |             |             |
|                | Laurent Pratensi       | PS-MRC-PRG     | 588          | 8,53         |             |             |
|                | Alain Ginouvier        | EÉLV           | 536          | 7,77         |             |             |
|                | Pierre Piacentini      | DVD            | 323          | 4,68         |             |             |
|                |                        |                |              |              |             |             |
| Inscrits       | Inscrits               | Inscrits       | 18 022       | 100,00       | 18 022      | 100,00      |
| Abstentions    | Abstentions            | Abstentions    | 11 009       | 61,09        | 10 638      | 59,03       |
| Votants        | Votants                | Votants        | 7 013        | 38,91        | 7 384       | 40,97       |
| Blancs et nuls | Blancs et nuls         | Blancs et nuls | 116          | 1,65         | 587         | 7,95        |
| Exprimés       | Exprimés               | Exprimés       | 6 897        | 98,35        | 6 797       | 92,05       |

*sortant

### Canton de Coursegoules
Aucune surprise à Coursegoules où est réélu pour un cinquième mandat, l'UMP Jean-Pierre Mascarelli. L'abstention avançant de 15 points, le maire de Bouyon perd 200 voix mais conserve deux tiers des électeurs derrière lui. Face à lui, on note un léger renforcement du FN qui gagne 80 électeurs et remplace à la deuxième position le PS qui perd 70 voix et passe derrière le PC qui progresse d'une trentaine de voix pour atteindre 10 % des suffrages exprimés.
| Candidats      | Candidats               | Étiquette      | Premier tour | Premier tour |
| Candidats      | Candidats               | Étiquette      | Voix         | %            |
| -------------- | ----------------------- | -------------- | ------------ | ------------ |
|                | Jean-Pierre Mascarelli* | UMP-NC         | 797          | 65,60        |
|                | Sébastien Copin         | FN             | 216          | 17,78        |
|                | Catherine Séchet        | FG PCF-NPA     | 122          | 10,04        |
|                | Daniel Benteux          | PS             | 80           | 6,58         |
|                |                         |                |              |              |
| Inscrits       | Inscrits                | Inscrits       | 2 124        | 100,00       |
| Abstentions    | Abstentions             | Abstentions    | 887          | 41,76        |
| Votants        | Votants                 | Votants        | 1 237        | 58,24        |
| Blancs et nuls | Blancs et nuls          | Blancs et nuls | 22           | 1,78         |
| Exprimés       | Exprimés                | Exprimés       | 1 215        | 98,22        |

*sortant

### Canton de L'Escarène
Les communistes conservent leur mainmise sur ce canton avec la réélection de Noël Ablin pour un troisième mandat, à nouveau dès le premier tour, profitant d'une union totale de la gauche derrière sa candidature. Malgré une abstention en hausse de 16 points, soit 1350 électeurs de plus qu'en 2004 qui ne se sont pas déplacés, le maire PC de Touët-de-l'Escarène ne perd que 250 voix par rapport à 2004 et progresse de 2,5 %. L'abstention semble avoir plus pénalisé le maire UMP de L'Escarène, Pierre Donadey qui perd environ 550 voix par rapport à 2004 et se classe ainsi cette fois derrière le FN qui ne perd qu'un suffrage par rapport à 2004 malgré l'apparition d'une candidate identitaire qui rafle plus d'une centaine de voix.
| Candidats      | Candidats        | Étiquette         | Premier tour | Premier tour |
| Candidats      | Candidats        | Étiquette         | Voix         | %            |
| -------------- | ---------------- | ----------------- | ------------ | ------------ |
|                | Noël Albin*      | FG PCF - PS - NPA | 2 021        | 53,25        |
|                | Thierry Gaziello | FN                | 882          | 23,24        |
|                | Pierre Donadey   | UMP-NC            | 761          | 20,05        |
|                | Jessica Januzzi  | Nissa Rebela      | 131          | 3,45         |
|                |                  |                   |              |              |
| Inscrits       | Inscrits         | Inscrits          | 7 397        | 100,00       |
| Abstentions    | Abstentions      | Abstentions       | 3 511        | 47,47        |
| Votants        | Votants          | Votants           | 3 886        | 52,53        |
| Blancs et nuls | Blancs et nuls   | Blancs et nuls    | 91           | 2,34         |
| Exprimés       | Exprimés         | Exprimés          | 3 795        | 97,66        |

*sortant

### Canton de Grasse-Nord
3 ans après son élection au conseil général, Jérôme Viaud, le jeune directeur de cabinet du maire de Grasse, Jean-Pierre Leleux, son prédécesseur, est largement réélu au second tour face au FN. La situation aurait pu être toute autre si la gauche ne s'était pas tant divisée entre la candidate écologiste et le communiste Paul Euzière, situation rappelant les municipales de Grasse en 2008 où les deux listes de gauche, celle du PS et celle menée par M. Euzière, avaient obtenu des scores assez proches. Cette division a donc pour résultat le passage du FN au second tour pour seulement 28 voix d'avance sur l'écologiste. Parallèlement à cette situation, on note une abstention en forte hausse en comparaison à 2004, de presque 20 points au premier tour et même 25 au second. Cela a pour résultat une baisse de voix pour chaque camp : plus de 150 pour le FN, plus de 600 pour la gauche et pour l'UMP par rapport à 2004.
| Candidats      | Candidats              | Étiquette            | Premier tour | Premier tour | Second tour | Second tour |
| Candidats      | Candidats              | Étiquette            | Voix         | %            | Voix        | %           |
| -------------- | ---------------------- | -------------------- | ------------ | ------------ | ----------- | ----------- |
|                | Jérôme Viaud*          | UMP-NC               | 2 064        | 35,46        | 3 297       | 64,36       |
|                | Jean-Marc Degioanni    | FN                   | 1 277        | 21,94        | 1 826       | 35,64       |
|                | Geneviève Fontaine     | EÉLV-PS              | 1 249        | 21,46        |             |             |
|                | Paul Euzière           | Grasse à Tous FG-PCF | 1 117        | 19,19        |             |             |
|                | Alain-Christian Fragny | BI                   | 113          | 1,94         |             |             |
|                |                        |                      |              |              |             |             |
| Inscrits       | Inscrits               | Inscrits             | 15 253       | 100,00       | 15 253      | 100,00      |
| Abstentions    | Abstentions            | Abstentions          | 9 309        | 61,03        | 9 518       | 62,40       |
| Votants        | Votants                | Votants              | 5 944        | 38,97        | 5 735       | 37,60       |
| Blancs et nuls | Blancs et nuls         | Blancs et nuls       | 124          | 2,09         | 612         | 10,67       |
| Exprimés       | Exprimés               | Exprimés             | 5 820        | 97,91        | 5 123       | 89,33       |

*sortant

### Canton de Grasse-Sud
L'élection cantonale pour le sud de Grasse s'annonçait d'ores et déjà serrée à l'annonce des candidatures, se présentent : le maire UMP de Pégomas, Gilbert Pibou, l'ancienne députée européenne et conseillère régionale FN Lydia Schénardi et le sortant écologiste briguant un troisième mandat, Jean-Raymond Vinciguerra, tombeur du maire de Grasse, Jean-Pierre Leleux, aux cantonales de 1998. C'est effectivement dans un mouchoir de poche que se qualifient pour le second tour, le candidat de la droite, dont le camp est parfaitement uni derrière sa candidature, devant le sortant écologiste qui devance de 131 voix la candidate FN. Ces deux derniers candidats étaient chacun affaiblis par une autre candidature dont la présence a pu faire la différence : le conseiller municipal communiste de Grasse, Patrice Cattaert qui stabilise son camp à 900 voix et l'identitaire Guillaume Delefosse qui obtient près de 200 voix sans ébranler l'électorat FN qui ne compte qu'une trentaine d'électeurs de moins qu'en 2004. On observe cependant une perte de 100 voix à droite et de 500 voix environ pour M. Vinciguerra, pertes possiblement explicables par une abstention en hausse de près de 20 points. Une abstention qui se confirme au second tour à près de 60 % qui voit la réélection du sortant écologiste, pour la première fois non plus dans une triangulaire, qui perd 750 voix face à la droite qui n'en perd qu'une centaine par rapport à 2004.
| Candidats      | Candidats                 | Étiquette                       | Premier tour | Premier tour | Second tour | Second tour |
| Candidats      | Candidats                 | Étiquette                       | Voix         | %            | Voix        | %           |
| -------------- | ------------------------- | ------------------------------- | ------------ | ------------ | ----------- | ----------- |
|                | Gilbert Pibou             | UMP-NC                          | 2 496        | 29,39        | 3 910       | 47,71       |
|                | Jean-Raymond Vinciguerra* | Divers Écologiste - EÉLV-PS-PRG | 2 428        | 28,59        | 4 286       | 52,29       |
|                | Lydia Schénardi           | FN                              | 2 297        | 27,05        |             |             |
|                | Patrice Cattaert          | Grasse à Tous FG-PCF            | 906          | 10,67        |             |             |
|                | Guillaume Delefosse       | BI                              | 186          | 2,19         |             |             |
|                | Pascal Ducreux            | MHAN                            | 179          | 2,11         |             |             |
|                |                           |                                 |              |              |             |             |
| Inscrits       | Inscrits                  | Inscrits                        | 21 843       | 100,00       | 21 843      | 100,00      |
| Abstentions    | Abstentions               | Abstentions                     | 13 201       | 60,44        | 13 087      | 59,91       |
| Votants        | Votants                   | Votants                         | 8 642        | 39,56        | 8 756       | 40,09       |
| Blancs et nuls | Blancs et nuls            | Blancs et nuls                  | 150          | 1,74         | 560         | 6,40        |
| Exprimés       | Exprimés                  | Exprimés                        | 8 492        | 98,26        | 8 196       | 93,60       |

*sortant

### Canton de Guillaumes
Sans surprise, Charles Ange Ginésy est réélu pour un nouveau mandat pour l'UMP. Le maire de Péone et suppléant de Christian Estrosi à l'Assemblée obtient une large majorité des voix dès le premier tour, deux tiers des voix, face au conseiller municipal communiste du Cannet, Jean Michel Bourdillon, déjà candidat en 2004, qui perd une cinquantaine de voix, certainement touché par l'abstention augmentant de près de 12 points, tout comme le sortant UMP qui perd presque 300 voix. L'extrême droite se stabilise en revanche à plus de 200 voix, non plus représentée par le FN mais par une candidate identitaire.
| Candidats      | Candidats              | Étiquette      | Premier tour | Premier tour |
| Candidats      | Candidats              | Étiquette      | Voix         | %            |
| -------------- | ---------------------- | -------------- | ------------ | ------------ |
|                | Charles Ange Ginésy*   | UMP-NC         | 1 228        | 68,76        |
|                | Jean-Michel Bourdillon | FG PCF-NPA     | 327          | 18,31        |
|                | Myriam Marchand        | Nissa Rebela   | 231          | 12,93        |
|                |                        |                |              |              |
| Inscrits       | Inscrits               | Inscrits       | 3 053        | 100,00       |
| Abstentions    | Abstentions            | Abstentions    | 1 181        | 38,68        |
| Votants        | Votants                | Votants        | 1 872        | 61,32        |
| Blancs et nuls | Blancs et nuls         | Blancs et nuls | 86           | 4,59         |
| Exprimés       | Exprimés               | Exprimés       | 1 786        | 95,41        |

*sortant

### Canton de Lantosque
Le maire UMP de Lantosque, Jean Thaon est réélu sans surprise dès le premier tour pour un cinquième mandat au conseil général. Il est notamment opposé à l'ancien maire de l'autre commune du canton, Utelle, Alain Faraut, soutenu par toute la gauche, qui s'était déjà présenté en 2004 alors qu'il était encore maire. Il perd par rapport à cette élection plus d'une centaine de voix possiblement atteint par une abstention gagnant 10 % et qui possiblement touche aussi le sortant qui perd 250 voix. Cette dernière perte peut aussi traduire le "basculement" de certains électeurs vers l'extrême droite : le FN qui gagne une centaine de voix ou le mouvement identitaire local, Nissa Rebela, qui obtient un petit score de 25 voix derrière Axel Hvidsten, déjà candidat en 2004, qui obtient pour l'Alliance écologiste indépendante, une quarantaine de voix de plus qu'en 2004.
| Candidats      | Candidats        | Étiquette      | Premier tour | Premier tour |
| Candidats      | Candidats        | Étiquette      | Voix         | %            |
| -------------- | ---------------- | -------------- | ------------ | ------------ |
|                | Jean Thaon*      | UMP-NC         | 996          | 60,47        |
|                | Alain Faraut     | DVG            | 378          | 22,95        |
|                | Daniel Duroveray | FN             | 191          | 11,60        |
|                | Axel Hvidsten    | AEI            | 57           | 3,46         |
|                | Étienne Mougenot | Nissa Rebela   | 25           | 1,52         |
|                |                  |                |              |              |
| Inscrits       | Inscrits         | Inscrits       | 2 287        | 100,00       |
| Abstentions    | Abstentions      | Abstentions    | 612          | 26,76        |
| Votants        | Votants          | Votants        | 1 675        | 73,24        |
| Blancs et nuls | Blancs et nuls   | Blancs et nuls | 28           | 1,67         |
| Exprimés       | Exprimés         | Exprimés       | 1 647        | 98,33        |

*sortant

### Canton de Levens
20 après son arrivée au conseil général, Alain Frère obtient un nouveau mandat pour l'UMP en l'emportant largement face au FN au second tour. On note toutefois une baisse de plus de 700 voix pour le maire de Tourrette-Levens alors que Jean Thiery, qu'il a déjà affronté en 2004, gagne 300 voix. Ce dernier réussit par ailleurs à devancer au premier tour de trois voix la candidate de la gauche, Montserrat Collet, malgré la perte de 300 voix par rapport à 2004, possiblement explicable par la présence d'un candidat identitaire qui obtient près de 400 voix. On note également une abstention qui explose puisque plus d'un électeur sur deux ne s'est pas déplacé, ce qui représente une hausse de 21 points au premier tour et même de 26 points au second (certainement en partie justifiable par l'absence de la gauche qui était présente en 2004) qui touche la gauche qui perd 700 suffrages mais surtout la droite qui en perd 1 000.
| Candidats      | Candidats         | Étiquette      | Premier tour | Premier tour | Second tour | Second tour |
| Candidats      | Candidats         | Étiquette      | Voix         | %            | Voix        | %           |
| -------------- | ----------------- | -------------- | ------------ | ------------ | ----------- | ----------- |
|                | Alain Frère*      | UMP-NC         | 3 388        | 46,31        | 4 380       | 65,01       |
|                | Jean Thiery       | FN             | 1 770        | 24,19        | 2 357       | 34,99       |
|                | Montserrat Collet | DVG            | 1 767        | 24,15        |             |             |
|                | Benoît Vardon     | Nissa Rebela   | 391          | 5,34         |             |             |
|                |                   |                |              |              |             |             |
| Inscrits       | Inscrits          | Inscrits       | 15 978       | 100,00       | 15 978      | 100,00      |
| Abstentions    | Abstentions       | Abstentions    | 8 426        | 52,74        | 8 635       | 54,04       |
| Votants        | Votants           | Votants        | 7 552        | 47,26        | 7 343       | 45,96       |
| Blancs et nuls | Blancs et nuls    | Blancs et nuls | 236          | 3,13         | 606         | 8,25        |
| Exprimés       | Exprimés          | Exprimés       | 7 316        | 96,87        | 6 737       | 91,75       |

*sortant
Après un recours en annulation engagé par Montserrat Collet, le tribunal administratif de Nice annule l'élection le 27 septembre 2011, en raison de trois irrégularités constatées lors du premier tour. Alain Frère fait appel de cette décision, mais le Conseil d'État confirme l'annulation le 7 juin 2012. Une nouvelle élection a eu lieu les 9 et 16 septembre 2012 avec à peu près les mêmes participants et le même résultat final à la différence que c'est la candidate de gauche qui s'est qualifiée pour le second tour contre le sortant.

### Canton de Mandelieu-Cannes-Ouest
L'ancrage à droite du canton de Mandelieu-Cannes-ouest se manifeste à nouveau au cours de cette élection avec la réélection du conseiller UMP, Henri Leroy, maire de Mandelieu-la-Napoule, face à un jeune candidat FN. On note le recul en termes de voix de celui qui est depuis 12 ans au conseil général, avec plus de 3000 voix pour 10 % de perdus par rapport à 2004 où il était déjà face au FN qui progresse légèrement de 300 voix. À gauche, le PS se classe au premier tour en troisième position, loin derrière le FN, et perd plus de 750 voix tandis que le seul conseiller municipal de gauche de Mandelieu, Hervé Lavisse atteint à peine 500 voix pour le Front de Gauche qui est en léger recul de 50 voix par rapport aux communistes en 2004. 
| Candidats      | Candidats           | Étiquette      | Premier tour | Premier tour | Second tour | Second tour |
| Candidats      | Candidats           | Étiquette      | Voix         | %            | Voix        | %           |
| -------------- | ------------------- | -------------- | ------------ | ------------ | ----------- | ----------- |
|                | Henri Leroy*        | UMP-NC         | 4 696        | 41,52        | 6 596       | 58,53       |
|                | Adrien Grosjean     | FN             | 3 314        | 29,30        | 4 674       | 41,47       |
|                | Jean-Marc Raynaud   | PS             | 1 458        | 12,89        |             |             |
|                | Raymond Principiano | DVD            | 1 101        | 9,74         |             |             |
|                | Hervé Lavisse       | FG PG          | 478          | 4,23         |             |             |
|                | Chantal Maimon      | PRG            | 262          | 2,32         |             |             |
|                |                     |                |              |              |             |             |
| Inscrits       | Inscrits            | Inscrits       | 28 315       | 100,00       | 28 315      | 100,00      |
| Abstentions    | Abstentions         | Abstentions    | 16 708       | 59,01        | 16 028      | 56,61       |
| Votants        | Votants             | Votants        | 11 607       | 40,99        | 12 287      | 43,39       |
| Blancs et nuls | Blancs et nuls      | Blancs et nuls | 298          | 2,57         | 1 017       | 8,28        |
| Exprimés       | Exprimés            | Exprimés       | 11 309       | 97,43        | 11 270      | 91,72       |

*sortant

### Canton de Nice-3
Ce canton des quartiers populaires de l'est de la préfecture maralpine maintient l'un des trois seuls conseillers communistes du département pour un troisième mandat après une élection très serrée. Jacques Victor devait notamment affronter parmi ses sept opposants l'UMP qui sera finalement écartée du 1er tour avec une baisse de près de 900 voix par rapport à 2004 au profit du FN qui avait déjà provoqué une triangulaire en 2004. Le jeune candidat frontiste, Lionel Tivoli, parviendra ainsi, malgré une perte pour son électorat d'environ 550 voix au premier tour, à capter une partie des voix de droite pour finalement augmenter de 1450 voix le score du FN au second tour de 2004 alors opposé à l'UMP. Ce rassemblement ne suffit donc pas à faire chuter Jacques Victor mais celui-ci perd 1200 voix au premier tour et 950 au second, pertes que l'on peut expliquer, comme pour les autres camps UMP, FN et écologiste, par une abstention gagnant 19 points par rapport à 2004 : plus d'un électeur sur deux ne s'est pas déplacé.
| Candidats      | Candidats           | Étiquette      | Premier tour | Premier tour | Second tour | Second tour |
| Candidats      | Candidats           | Étiquette      | Voix         | %            | Voix        | %           |
| -------------- | ------------------- | -------------- | ------------ | ------------ | ----------- | ----------- |
|                | Jacques Victor*     | FG PCF-PS-NPA  | 2 812        | 31,68        | 4 422       | 51,17       |
|                | Lionel Tivoli       | FN             | 2 519        | 28,38        | 4 220       | 48,83       |
|                | Philippe Rossini    | UMP-NC         | 2 300        | 25,91        |             |             |
|                | André Minetto       | EÉLV-PO        | 518          | 5,84         |             |             |
|                | Philippe Vardon     | Nissa Rebela   | 394          | 4,44         |             |             |
|                | Gilles Zamolo       | Parti niçois   | 169          | 1,90         |             |             |
|                | Emmanuel Guillon    | DVD            | 89           | 1,00         |             |             |
|                | Christophe Ricerchi | Communistes    | 75           | 0,84         |             |             |
|                |                     |                |              |              |             |             |
| Inscrits       | Inscrits            | Inscrits       | 21 373       | 100,00       | 21 373      | 100,00      |
| Abstentions    | Abstentions         | Abstentions    | 12 328       | 57,68        | 12 097      | 56,60       |
| Votants        | Votants             | Votants        | 9 045        | 42,32        | 9 276       | 43,40       |
| Blancs et nuls | Blancs et nuls      | Blancs et nuls | 169          | 1,87         | 634         | 6,83        |
| Exprimés       | Exprimés            | Exprimés       | 8 876        | 98,13        | 8 642       | 93,17       |

*sortant

### Canton de Nice-5
L'ancien socialiste, désormais radical de gauche, Patrick Mottard est réélu pour un troisième mandat à la tête de ce canton après avoir présenté sa liste indépendante en 2008 aux municipales de Nice face au PS et s'être fait largement battre. Malgré cette trahison, le PS ne se montre pas rancunier et le soutient. Dans un contexte de forte abstention à 62,3 % au premier tour, en progrès de 21 points par rapport à 2004, chaque camp perd de nombreuses voix. Patrick Mottard perd 1 500 voix, légèrement handicapé par la présence nouvelle d'une candidate communiste, le FN, 300 (peut-être aussi en raison des 200 voix allées au candidat identitaire de Nissa Rebela) et surtout l'UMP, représentée par une conseillère municipale, Catherine Moreau, qui fait perdre 1100 voix à son camp par rapport à 2004, ce qui la prive de second tour au profit du FN. Le candidat frontiste, comme dans le canton de Nice-3, parvient à rallier derrière lui une partie de la droite non représentée au second tour, puisque le parti d'extrême droite progresse de 1000 voix environ par rapport à 2004, alors opposée en triangulaire à l'UMP donc et à Patrick Mottard, qui perd plus de 900 voix, certainement à cause de l'abstention en forte hausse de 23 points.
| Candidats      | Candidats          | Étiquette      | Premier tour | Premier tour | Second tour | Second tour |
| Candidats      | Candidats          | Étiquette      | Voix         | %            | Voix        | %           |
| -------------- | ------------------ | -------------- | ------------ | ------------ | ----------- | ----------- |
|                | Patrick Mottard*   | PRG-PS         | 2 140        | 31,68        | 3 905       | 56,06       |
|                | Alex Mascagni      | FN             | 1 955        | 28,94        | 3 061       | 43,94       |
|                | Catherine Moreau   | NC-UMP         | 1 775        | 26,28        |             |             |
|                | Roselyne Grac      | FG PG-NPA      | 357          | 5,28         |             |             |
|                | Benoît Loeuillet   | Nissa Rebela   | 223          | 3,30         |             |             |
|                | Thierry Vallier    | Parti niçois   | 141          | 2,09         |             |             |
|                | Didier Burdin      | DLR            | 96           | 1,42         |             |             |
|                | Jean-Pierre Pisoni | Communistes    | 68           | 1,01         |             |             |
|                |                    |                |              |              |             |             |
| Inscrits       | Inscrits           | Inscrits       | 18 296       | 100,00       | 18 296      | 100,00      |
| Abstentions    | Abstentions        | Abstentions    | 11 400       | 62,31        | 10 855      | 59,33       |
| Votants        | Votants            | Votants        | 6 896        | 37,69        | 7 441       | 40,67       |
| Blancs et nuls | Blancs et nuls     | Blancs et nuls | 141          | 2,04         | 475         | 6,38        |
| Exprimés       | Exprimés           | Exprimés       | 6 755        | 97,96        | 6 966       | 93,62       |

*sortant

### Canton de Nice-7
Les cartes sont totalement rebattues lors de ces élections dans ce canton du nord de Nice. Alors qu'à la faveur d'une cantonale partielle en 2005, Dominique Boy-Mottard, alors au PS, l'avait emporté dans un canton à droite depuis 1982, elle est cette fois éliminée, sous la bannière du PRG, dès le premier tour. Il lui aura manqué 16 voix pour devancer le candidat UMP. Elle ne perd qu'une soixantaine de voix par rapport à 2005 où l'abstention représentait déjà deux tiers des inscrits, abstention encore à 62 %. Il semble qu'elle ait été notamment affaiblie par la nouvelle présence d'un écologiste, Éric Belistan, fort de près de 8 % des voix alors que les communistes maintiennent près de 200 électeurs derrière eux. C'est surtout le FN qui aura tiré son épingle du jeu au premier tour en arrivant en tête avec près de 30 % des voix, retrouvant un niveau assez similaire à 2004, après un résultat décevant en 2005 (même pas 500 voix). Mais ne pouvant compter que sur les voix du candidat identitaire de Nissa Rebela, le candidat FN se fait finalement assez largement battre par l'adjoint au maire UMP de Nice, Bernard Baudin pour gagner plus de 1300 voix entre les deux tours, certainement grâce au "front républicain", ce qui ne lui permet cependant pas de retrouver le niveau de Jean Hanot en 2004, obtenant près de 600 voix de moins, au premier comme au second tour. 
| Candidats      | Candidats              | Étiquette      | Premier tour | Premier tour | Second tour | Second tour |
| Candidats      | Candidats              | Étiquette      | Voix         | %            | Voix        | %           |
| -------------- | ---------------------- | -------------- | ------------ | ------------ | ----------- | ----------- |
|                | Thierry Venem          | FN             | 1 657        | 29,71        | 2 317       | 45,10       |
|                | Bernard Baudin         | UMP-NC         | 1 484        | 26,60        | 2 820       | 54,90       |
|                | Dominique Boy-Mottard* | PRG-PS         | 1 468        | 26,32        |             |             |
|                | Eric Belistan          | EÉLV-PO        | 445          | 7,98         |             |             |
|                | Claude Daumas          | FG FASE-NPA    | 188          | 3,37         |             |             |
|                | Dominique Lescure      | Nissa Rebela   | 181          | 3,24         |             |             |
|                | Claude Senni           | Parti niçois   | 155          | 2,78         |             |             |
|                |                        |                |              |              |             |             |
| Inscrits       | Inscrits               | Inscrits       | 14 915       | 100,00       | 14 915      | 100,00      |
| Abstentions    | Abstentions            | Abstentions    | 9 245        | 61,98        | 9 246       | 61,99       |
| Votants        | Votants                | Votants        | 5 670        | 38,02        | 5 669       | 38,01       |
| Blancs et nuls | Blancs et nuls         | Blancs et nuls | 92           | 1,62         | 532         | 9,38        |
| Exprimés       | Exprimés               | Exprimés       | 5 578        | 98,38        | 5 137       | 90,62       |

*sortant

### Canton de Nice-8
Cette élection est une simple formalité pour Olivier Bettati, conseiller depuis 1994 (où il avait alors battu Christian Estrosi) et conseiller municipal. Ce canton, à droite depuis sa création en 1973, lui accorde largement sa confiance face au FN, avec tout de même plus de 750 voix de moins qu'en 2004. L'extrême droite se stabilise à plus de 1500 voix au second tour mais en perd plus de 300 au premier. On remarque surtout la chute de la gauche dont un candidat écologiste avait réussi à arriver au second tour en 2004. Dans un contexte d'abstention bondissant de 22 points, les écologistes perdent presque 550 voix et les radicaux de gauche près de 300 alors que les communistes se stabilisent avec 300 électeurs. On note aussi la présence du divers droite Hervé Caël qui avait emporté 3 % des voix à la tête d'une liste lors des municipales de Nice en 2008. Il obtient un score trop faible pour inquiéter le sortant.
| Candidats      | Candidats                | Étiquette      | Premier tour | Premier tour | Second tour | Second tour |
| Candidats      | Candidats                | Étiquette      | Voix         | %            | Voix        | %           |
| -------------- | ------------------------ | -------------- | ------------ | ------------ | ----------- | ----------- |
|                | Olivier Bettati*         | UMP-NC         | 1 736        | 36,42        | 2 832       | 64,32       |
|                | Bruno Ligonie            | FN             | 1 232        | 25,85        | 1 571       | 35,68       |
|                | Juliette Chesnel-Le Roux | EÉLV-PO-PS     | 845          | 17,73        |             |             |
|                | Delphine Girard          | FG PCF         | 298          | 6,25         |             |             |
|                | Hervé Caël               | DVD            | 276          | 5,79         |             |             |
|                | Jean-Christophe Picard   | PRG-AEI        | 187          | 3,92         |             |             |
|                | Éric de Linares          | Nissa Rebela   | 129          | 2,71         |             |             |
|                | Dominique Laporte        | DLR            | 63           | 1,32         |             |             |
|                |                          |                |              |              |             |             |
| Inscrits       | Inscrits                 | Inscrits       | 12 987       | 100,00       | 12 987      | 100,00      |
| Abstentions    | Abstentions              | Abstentions    | 8 151        | 62,76        | 8 190       | 63,06       |
| Votants        | Votants                  | Votants        | 4 836        | 37,24        | 4 797       | 36,94       |
| Blancs et nuls | Blancs et nuls           | Blancs et nuls | 70           | 1,45         | 394         | 8,21        |
| Exprimés       | Exprimés                 | Exprimés       | 4 766        | 98,55        | 4 403       | 91,79       |

*sortant

### Canton de Nice-10
L'abstention grimpant de 21 points de plus, chaque camp se trouve affecté au premier tour du fait qu'à peine plus d'un électeur sur trois se soit déplacé dans ce canton du sud-ouest de Nice. Le camp qui en souffre le moins est l'extrême droite, le FN ne perdant que moins de 200 suffrages, et la nouvelle présence d'un candidat identitaire rattrapant cette perte avec près de 300 voix. Les communistes également se stabilisent à 400 voix à gauche mais la gauche moins radicale représentée cette fois par un socialiste et un écologiste perd environ 650 voix par rapport aux candidats vert et radicale de gauche présents en 2004. Cette perte prive la gauche d'une présence au second tour puisque la droite, affaiblie de 1750 voix de moins qu'en 2004, parvient tout de même à garder une large avance sur eux avec le sortant, l'adjoint au maire de Nice, Bernard Asso. Celui-ci obtient assez aisément un cinquième mandat même si le FN gagne plus de 800 voix tandis que lui en perd près de 1250 avec une abstention qui gagne encore près de 25 points par rapport au second tour de 2004. 
| Candidats      | Candidats             | Étiquette              | Premier tour | Premier tour | Second tour | Second tour |
| Candidats      | Candidats             | Étiquette              | Voix         | %            | Voix        | %           |
| -------------- | --------------------- | ---------------------- | ------------ | ------------ | ----------- | ----------- |
|                | Jean-Philippe Lefevre | FN                     | 2 412        | 33,75        | 3 171       | 44,90       |
|                | Bernard Asso*         | UMP-NC                 | 2 254        | 31,45        | 3 892       | 55,10       |
|                | Dario Lutchmayah      | PS                     | 1 365        | 19,05        |             |             |
|                | Florence Ciaravola    | FG Les Alternatifs-NPA | 400          | 5,58         |             |             |
|                | Frédéric Carrez       | Écologistes            | 338          | 4,72         |             |             |
|                | Roxanne Georges       | Nissa Rebela           | 275          | 3,84         |             |             |
|                | Anthony Mitrano       | DLR                    | 123          | 1,72         |             |             |
|                |                       |                        |              |              |             |             |
| Inscrits       | Inscrits              | Inscrits               | 20 919       | 100,00       | 20 919      | 100,00      |
| Abstentions    | Abstentions           | Abstentions            | 13 601       | 65,02        | 13 264      | 63,41       |
| Votants        | Votants               | Votants                | 7 318        | 34,98        | 7 655       | 36,59       |
| Blancs et nuls | Blancs et nuls        | Blancs et nuls         | 151          | 2,06         | 592         | 7,73        |
| Exprimés       | Exprimés              | Exprimés               | 7 167        | 97,94        | 7 063       | 92,27       |

*sortant

### Canton de Nice-11
La fluctuante situation politique de ce canton et l'abstention qui atteint plus de six électeurs sur dix mènent à des élections serrées aux deux tours. En effet, après la réélection d'un socialiste en 2004, décédé en 2007, le canton avait élu Daniel Benchimol de l'UMP dès le premier tour lors de l'élection partielle suivante. Alors qu'en 2007, le FN n'avait atteint qu'un millier de voix, il retrouve cette fois des couleurs en prenant la tête du scrutin avec près d'un tiers des voix au premier tour même s'il n'atteint pas le niveau de 2004 avec près de 400 voix de moins. La droite perd elle 1200 voix par rapport à 2004 mais surtout 3500 voix par rapport à 2007. Daniel Benchimol n'est ainsi pas passé loin de l'élimination, ne devançant que de près d'une centaine de suffrages le candidat socialiste qui ne parvient même pas à atteindre le résultat de 2007, faisant perdre à son camp 400 voix de plus. Au second tour, le "front républicain" censé soutenir le candidat de droite ne se montre pas si efficace puisque Daniel Benchimol n'est réélu qu'avec 250 voix d'avance, perdant presque 700 voix par rapport au candidat de 2004. Quant au FN, déjà présent au second tour en 2004 au cours d'une triangulaire, il progresse de près de 900 voix, malgré une abstention qui gagne 25 % des électeurs de plus qu'en 2004.
| Candidats      | Candidats           | Étiquette      | Premier tour | Premier tour | Second tour | Second tour |
| Candidats      | Candidats           | Étiquette      | Voix         | %            | Voix        | %           |
| -------------- | ------------------- | -------------- | ------------ | ------------ | ----------- | ----------- |
|                | William Paris       | FN             | 2 425        | 32,56        | 3 304       | 48,20       |
|                | Daniel Benchimol*   | UMP-NC         | 2 020        | 27,12        | 3 551       | 51,80       |
|                | Claude Giauffret    | PS - EÉLV      | 1 924        | 25,83        |             |             |
|                | Philippe Pellegrini | FG PCF-NPA     | 443          | 5,95         |             |             |
|                | Marie-Edith Cattet  | Nissa Rebela   | 336          | 4,51         |             |             |
|                | Patrice Benoît      | DVG            | 211          | 2,83         |             |             |
|                | Laurent Bacino      | Communistes    | 89           | 1,19         |             |             |
|                |                     |                |              |              |             |             |
| Inscrits       | Inscrits            | Inscrits       | 19 188       | 100,00       | 19 188      | 100,00      |
| Abstentions    | Abstentions         | Abstentions    | 11 607       | 60,49        | 11 639      | 60,66       |
| Votants        | Votants             | Votants        | 7 581        | 39,51        | 7 549       | 39,34       |
| Blancs et nuls | Blancs et nuls      | Blancs et nuls | 133          | 1,75         | 694         | 9,19        |
| Exprimés       | Exprimés            | Exprimés       | 7 448        | 98,25        | 6 855       | 90,81       |

*sortant

### Canton de Nice-12
Ce canton à l'est de Nice confirme le choix qu'il a fait deux ans auparavant. Près de 1700 électeurs sont ainsi toujours fédérés derrière l'adjoint au maire, Benoît Kandel, un des seuls candidats de l'UMP à Nice pour lesquels l'électorat est resté stable. La même chose ne saurait être dite pour la conseillère municipale socialiste, Frédérique Grégoire-Concas, qui manque sa revanche après avoir perdu ce canton qui était à gauche jusqu'en 2009. Même si elle gagne plus de 300 voix par rapport à 2009, la participation qui gagne 11 points aura raison de sa présence au second tour et surtout le candidat FN. Ce parti, absent en 2009, revient en deuxième position, en perdant presque 300 électeurs par rapport à 2004. Il progresse en revanche de 350 voix au second tour sans parvenir à faire chuter le sortant qui triomphe avec plus de 400 voix supplémentaires par rapport à 2009 avec une abstention toujours forte mais en recul de 8 points par rapport à 2009 (mais 20 points au-dessus de celle de 2004).
| Candidats      | Candidats                  | Étiquette            | Premier tour | Premier tour | Second tour | Second tour |
| Candidats      | Candidats                  | Étiquette            | Voix         | %            | Voix        | %           |
| -------------- | -------------------------- | -------------------- | ------------ | ------------ | ----------- | ----------- |
|                | Benoit Kandel*             | UMP-NC               | 1 648        | 33,33        | 2 660       | 57,55       |
|                | Michel Cotta               | FN                   | 1 508        | 30,50        | 1 962       | 42,45       |
|                | Frédérique Grégoire-Concas | PS - EÉLV-PCF-PRG    | 1 140        | 23,05        |             |             |
|                | Aulde Maisonneuve          | Nissa Rebela         | 173          | 3,50         |             |             |
|                | Pierre Laigle              | LGM                  | 171          | 3,46         |             |             |
|                | Yvon Guesnier              | PG-NPA               | 129          | 2,61         |             |             |
|                | Hervé de Surville          | Entente républicaine | 104          | 2,10         |             |             |
|                | Josiane Vedovati           | Communistes          | 72           | 1,46         |             |             |
|                |                            |                      |              |              |             |             |
| Inscrits       | Inscrits                   | Inscrits             | 12 492       | 100,00       | 12 492      | 100,00      |
| Abstentions    | Abstentions                | Abstentions          | 7 418        | 59,38        | 7 421       | 59,41       |
| Votants        | Votants                    | Votants              | 5 074        | 40,62        | 5 071       | 40,59       |
| Blancs et nuls | Blancs et nuls             | Blancs et nuls       | 129          | 2,54         | 449         | 8,85        |
| Exprimés       | Exprimés                   | Exprimés             | 4 945        | 97,46        | 4 622       | 91,15       |

*sortant

### Canton de Nice-14
L'un des derniers cantons de gauche de Nice chute. Paul Cuturello n'aura pas réussi à obtenir un troisième mandat pour le PS. Il était notamment opposé au premier tour à l'adjointe au maire UMP, Dominique Estrosi Sassone, et l'ancien maire FN de Nice, son propre prédécesseur au conseil général, Jacques Peyrat. Au premier tour, l'UMP prend la tête en gagnant 600 voix par rapport à 2004, tirant sûrement parti de l'union qui n'était pas présente en 2004 où s'étaient présentés deux candidats divers droite. Le sortant socialiste, lui, souffre de l'abstention gagnant plus de 16 points, en perdant 750 voix environ, tandis que le FN voit ses voix divisées par deux et sa présence au second tour disparaître. Au second tour, le socialiste se fait donc assez largement battre, perdant 1700 voix tandis que l'UMP gagne plus de 800 voix entre les deux tours dans un contexte toujours de forte hausse de l'abstention, 22 points de plus.
| Candidats      | Candidats                 | Étiquette                              | Premier tour | Premier tour | Second tour | Second tour |
| Candidats      | Candidats                 | Étiquette                              | Voix         | %            | Voix        | %           |
| -------------- | ------------------------- | -------------------------------------- | ------------ | ------------ | ----------- | ----------- |
|                | Dominique Estrosi Sassone | UMP -NC                                | 1 800        | 34,01        | 2 681       | 54,45       |
|                | Paul Cuturello*           | PS- PCF-EÉLV-MRC-PRG                   | 1 548        | 29,25        | 2 243       | 45,55       |
|                | Jacques Peyrat            | Entente Républicaine - FN-Nissa Rebela | 1 130        | 21,35        |             |             |
|                | Max Baeza                 | EXD                                    | 653          | 12,34        |             |             |
|                | Sandrine Bouesnard        | NPA-PG                                 | 102          | 1,93         |             |             |
|                | Michelle Paulus           | EXG                                    | 60           | 1,13         |             |             |
|                |                           |                                        |              |              |             |             |
| Inscrits       | Inscrits                  | Inscrits                               | 13 854       | 100,00       | 13 852      | 100,00      |
| Abstentions    | Abstentions               | Abstentions                            | 8 433        | 60,87        | 8 548       | 61,71       |
| Votants        | Votants                   | Votants                                | 5 421        | 39,13        | 5 304       | 38,29       |
| Blancs et nuls | Blancs et nuls            | Blancs et nuls                         | 128          | 2,36         | 380         | 7,16        |
| Exprimés       | Exprimés                  | Exprimés                               | 5 293        | 97,64        | 4 924       | 92,84       |

*sortant
À la suite du recours en annulation de Jacques Peyrat, l'élection est annulée par le tribunal administratif de Nice le 26 septembre 2011, malgré l'avis contraire du rapporteur public. Dominique Estrosi-Sassone fait appel de cette décision devant le Conseil d'État, lequel lui donne finalement raison en confirmant son élection.

### Canton de Puget-Théniers
La droite maintient sa mainmise sur le canton de Puget-Théniers avec la réélection pour un quatrième mandat du maire UMP de Puget-Théniers, Robert Velay. Contrairement à 2004, il se voit imposer un second tour par la candidate Front de Gauche, Nathalie Grilli, qui l'avait déjà affronté lors des municipales de 2008 dans sa commune. Elle peut être l'héritière d'une tradition communiste puisque les communistes avaient dirigé le canton avant M. Velay et détiennent toujours le village de Saint-Antonin. L'abstention en hausse de 8 points, qui reste assez basse par rapport au reste du département, fait perdre à la droite et aux communistes une centaine de voix chacun au premier tour. Ces voix sont peut-être également allées au candidat FN qui malgré un score faible double ses voix de 2004 ou pour la candidate de gauche, au candidat chevènementiste qui n'était pas présent en 2004. Ni le soutien de ce dernier ni la légère baisse de l'abstention n'auront été suffisants pour créer la surprise au second tour où Robert Velay l'emporte assez largement.
| Candidats      | Candidats       | Étiquette      | Premier tour | Premier tour | Second tour | Second tour |
| Candidats      | Candidats       | Étiquette      | Voix         | %            | Voix        | %           |
| -------------- | --------------- | -------------- | ------------ | ------------ | ----------- | ----------- |
|                | Robert Velay*   | UMP-NC         | 859          | 48,29        | 1 052       | 57,80       |
|                | Nathalie Grilli | FG PG-EÉLV-NPA | 523          | 29,40        | 768         | 42,20       |
|                | Eddy Blondeau   | FN             | 227          | 12,76        |             |             |
|                | Lucien Pons     | MRC-PS-PRG     | 145          | 8,15         |             |             |
|                | Jérôme Guichard | Nissa Rebela   | 25           | 1,41         |             |             |
|                |                 |                |              |              |             |             |
| Inscrits       | Inscrits        | Inscrits       | 2 673        | 100,00       | 2 673       | 100,00      |
| Abstentions    | Abstentions     | Abstentions    | 848          | 31,72        | 779         | 29,14       |
| Votants        | Votants         | Votants        | 1 825        | 68,28        | 1 894       | 70,86       |
| Blancs et nuls | Blancs et nuls  | Blancs et nuls | 46           | 2,52         | 74          | 3,91        |
| Exprimés       | Exprimés        | Exprimés       | 1 779        | 97,48        | 1 820       | 96,09       |

*sortant

### Canton de Roquebillière
La gauche s'est montrée incapable d'inquiéter le conseiller sortant Gérard Manfredi qui obtient aisément dès le premier tour un second mandat pour l'UMP. Le maire de Roquebillière pouvait cette fois jouir d'une union de la droite derrière sa candidature alors qu'en 2004, quatre candidats de droite s'étaient présentés lors du basculement du canton à droite. Il améliore son score personnel de plus de 650 voix mais à l'échelle de la droite, il en perd plus de 300, sans doute affecté par la hausse de 9 points de l'abstention. À gauche, la candidate communiste rallie plus de 80 électeurs supplémentaires par rapport à 2004 et la nouvelle présence socialiste rallie 250 voix, honorable mais insuffisant donc pour s'opposer efficacement au sortant. 
| Candidats      | Candidats         | Étiquette      | Premier tour | Premier tour |
| Candidats      | Candidats         | Étiquette      | Voix         | %            |
| -------------- | ----------------- | -------------- | ------------ | ------------ |
|                | Gérard Manfredi*  | UMP-NC         | 1 337        | 71,31        |
|                | Éliane Guigo      | FG PCF-NPA     | 286          | 15,25        |
|                | Christiane Rasori | PS - EÉLV      | 252          | 13,44        |
|                |                   |                |              |              |
| Inscrits       | Inscrits          | Inscrits       | 2 868        | 100,00       |
| Abstentions    | Abstentions       | Abstentions    | 900          | 31,38        |
| Votants        | Votants           | Votants        | 1 968        | 68,62        |
| Blancs et nuls | Blancs et nuls    | Blancs et nuls | 93           | 4,73         |
| Exprimés       | Exprimés          | Exprimés       | 1 875        | 95,27        |

*sortant

### Canton de Saint-Laurent-du-Var-Cagnes-sur-Mer-Est
Le sortant Henri Revel, maire UMP de Saint-Laurent-du-Var, obtient un troisième mandat au conseil général non sans mal. Au premier tour, avec une abstention grimpant de plus de 20 points, Henri Revel perd  plus de 2300 voix pour se classer en deuxième position derrière le candidat FN qui fait perdre à son parti plus de 600 voix par rapport à 2004. Derrière le maire du chef-lieu, ses deux principaux opposants municipaux de 2008. Le socialiste Marc Orsatti qui perd plus de 850 voix par rapport aux dernières cantonales et 650 par rapport aux municipales, et ne parvient pas comme en 2004 au second tour. Joseph Ségura perd lui 2000 voix par rapport aux municipales, certainement happées soit par l'abstention, soit par le candidat FN, dont le parti était absent aux municipales de Saint-Laurent. Au second tour, la défiance face à Henri Revel a bien failli avoir eu raison de lui mais il est réélu avec 300 voix d'avance et 1300 de moins qu'en 2004, bien que libéré de la présence de la gauche, tandis que le candidat FN progresse lui de plus de 1500 voix dans un contexte d'abstention atteignant 22 points de plus qu'en 2004.
| Candidats      | Candidats         | Étiquette      | Premier tour | Premier tour | Second tour | Second tour |
| Candidats      | Candidats         | Étiquette      | Voix         | %            | Voix        | %           |
| -------------- | ----------------- | -------------- | ------------ | ------------ | ----------- | ----------- |
|                | Sébastien Bonnier | FN             | 3 010        | 28,27        | 5 124       | 48,59       |
|                | Henri Revel*      | UMP-NC         | 2 868        | 26,94        | 5 421       | 51,41       |
|                | Marc Orsatti      | PS - EÉLV      | 1 759        | 16,52        |             |             |
|                | Joseph Segura     | DVD            | 1 539        | 14,45        |             |             |
|                | Danièle Hebert    | DVD            | 502          | 4,71         |             |             |
|                | Patrick Villardry | DVD            | 500          | 4,70         |             |             |
|                | Antonin Tomasso   | NPA-FG         | 367          | 3,45         |             |             |
|                | Jean-Louis Paulus | Communistes    | 102          | 0,96         |             |             |
|                |                   |                |              |              |             |             |
| Inscrits       | Inscrits          | Inscrits       | 27 153       | 100,00       | 27 153      | 100,00      |
| Abstentions    | Abstentions       | Abstentions    | 16 256       | 59,87        | 15 625      | 57,54       |
| Votants        | Votants           | Votants        | 10 897       | 40,13        | 11 528      | 42,46       |
| Blancs et nuls | Blancs et nuls    | Blancs et nuls | 250          | 2,29         | 983         | 8,53        |
| Exprimés       | Exprimés          | Exprimés       | 10 647       | 97,71        | 10 545      | 91,47       |

*sortant

### Canton de Saint-Martin-Vésubie
Le président du conseil général et député, Éric Ciotti n'a aucun mal à se faire réélire dans ce canton ancré à droite depuis 1985. Il gagne même une centaine de voix par rapport à l'élection partielle de 2008. Face à lui, à sa gauche, seul un candidat communiste, Pierre Bernasconi, ancien conseiller régional, qui reste stable à l'échelle de la gauche par rapport à 2008 puisque le PS n'a envoyé aucun candidat cette fois. À sa droite, deux candidats d'extrême droite qui font progresser leur camp de 80 voix environ mais toujours avec des scores assez faibles. On peut remarquer une abstention très faible qui est même en recul que ce soit par rapport à 2008 ou à 2004.
| Candidats      | Candidats          | Étiquette      | Premier tour | Premier tour |
| Candidats      | Candidats          | Étiquette      | Voix         | %            |
| -------------- | ------------------ | -------------- | ------------ | ------------ |
|                | Éric Ciotti*       | UMP-NC         | 1 002        | 76,84        |
|                | Pierre Bernasconi  | FG PCF-NPA     | 166          | 12,73        |
|                | Éric Ravasco       | FN             | 115          | 8,82         |
|                | Guillaume Jannuzzi | Nissa Rebela   | 21           | 1,61         |
|                |                    |                |              |              |
| Inscrits       | Inscrits           | Inscrits       | 1 732        | 100,00       |
| Abstentions    | Abstentions        | Abstentions    | 410          | 23,67        |
| Votants        | Votants            | Votants        | 1 322        | 76,33        |
| Blancs et nuls | Blancs et nuls     | Blancs et nuls | 18           | 1,36         |
| Exprimés       | Exprimés           | Exprimés       | 1 304        | 98,64        |

*sortant

### Canton de Saint-Vallier-de-Thiey
Alors qu'un électeur sur deux ne s'est pas déplacé, ce canton est le théâtre d'une âpre compétition entre les trois principaux candidats qui finissent dans un mouchoir de poche au premier tour. Deux candidats de droite, poids lourds locaux, le conseiller sortant depuis 1992 et maire de Saint-Cézaire-sur-Siagne, Maxime Coullet, soutenu par l'UMP, qui est arrivé en tête et le candidat de centre droit, Jean-Marc Delia, maire de Saint-Vallier-de-Thiey. Il élimine de peu le candidat de la gauche, François Deletang, adjoint au maire de Peymeinade qui fait perdre à la gauche 350 voix environ tandis que la gauche plus radicale en perd une centaine. On note une stabilisation du FN à 1500 voix environ qui ne seront cette fois pas suffisantes pour le qualifier pour le second tour. Finalement, celui-ci voit la défaite assez large du sortant au profit de l'indépendant Jean-Marc Delia avec une abstention toujours aussi élevée.
| Candidats      | Candidats           | Étiquette              | Premier tour | Premier tour | Second tour | Second tour |
| Candidats      | Candidats           | Étiquette              | Voix         | %            | Voix        | %           |
| -------------- | ------------------- | ---------------------- | ------------ | ------------ | ----------- | ----------- |
|                | Jean-Marc Delia     | M-NC                   | 1 963        | 25,89        | 3 848       | 56,57       |
|                | Maxime Coullet*     | DVD-UMP                | 2 013        | 26,55        | 2 954       | 43,43       |
|                | François Deletang   | DVG EÉLV-PS            | 1 901        | 25,07        |             |             |
|                | Marlène Orfila      | FN                     | 1 492        | 19,68        |             |             |
|                | Bernadette Bouchard | FG Les Alternatifs-NPA | 213          | 2,81         |             |             |
|                |                     |                        |              |              |             |             |
| Inscrits       | Inscrits            | Inscrits               | 15 827       | 100,00       | 15 816      | 100,00      |
| Abstentions    | Abstentions         | Abstentions            | 8 115        | 51,27        | 8 422       | 53,25       |
| Votants        | Votants             | Votants                | 7 712        | 48,73        | 7 394       | 46,75       |
| Blancs et nuls | Blancs et nuls      | Blancs et nuls         | 130          | 1,69         | 592         | 8,01        |
| Exprimés       | Exprimés            | Exprimés               | 7 582        | 98,31        | 6 802       | 91,99       |

*sortant

### Canton de Vallauris-Antibes-Ouest
Alain Gumiel obtient un second mandat au conseil général pour l'UMP sans grande difficulté. Le maire de Vallauris retrouve au premier tour une autre candidate de droite qui s'était déjà opposée à lui en 2008 à la tête d'une liste aux municipales. Michelle Salucki perd cependant 2000 voix par rapport à ces élections et se classe ainsi largement derrière le candidat socialiste qui rassemble plus de 350 voix de plus que la candidate de 2004 mais baisse de 650 voix si on considère les 1000 voix du candidat écologiste de l'époque dont le parti soutient cette fois le PS. Le PC perd également près de 200 voix et seul le FN engrange une centaine de voix de plus qu'en 2004 et élimine à nouveau la gauche pour le second tour. Une progression similaire pour l'extrême droite est observée au second tour tandis que le sortant UMP est largement victime de l'abstention gagnant une vingtaine de points, perdant plus de 1300 voix au premier tour et même 3500 au second. Cela contribue à réduire l'écart entre droite et extrême droite mais pas suffisamment pour faire chuter Alain Gumiel.
| Candidats      | Candidats        | Étiquette      | Premier tour | Premier tour | Second tour | Second tour |
| Candidats      | Candidats        | Étiquette      | Voix         | %            | Voix        | %           |
| -------------- | ---------------- | -------------- | ------------ | ------------ | ----------- | ----------- |
|                | Alain Gumiel*    | UMP-NC         | 3 403        | 31,10        | 5 877       | 55,90       |
|                | Hubert de Mesmay | FN             | 3 139        | 28,69        | 4 637       | 44,10       |
|                | Émeric Lavitola  | PS - EÉLV      | 2 359        | 21,56        |             |             |
|                | Michelle Salucki | DVD            | 1 453        | 13,28        |             |             |
|                | Suzanne Hugon    | FG PG-NPA      | 587          | 5,37         |             |             |
|                |                  |                |              |              |             |             |
| Inscrits       | Inscrits         | Inscrits       | 29 352       | 100,00       | 29 352      | 100,00      |
| Abstentions    | Abstentions      | Abstentions    | 18 179       | 61,93        | 17 746      | 60,46       |
| Votants        | Votants          | Votants        | 11 173       | 38,07        | 11 606      | 39,54       |
| Blancs et nuls | Blancs et nuls   | Blancs et nuls | 232          | 2,08         | 1 092       | 9,41        |
| Exprimés       | Exprimés         | Exprimés       | 10 941       | 97,92        | 10 514      | 90,59       |

*sortant

### Canton de Villars-sur-Var
Pour prendre la succession de René Gilly, conseiller divers droite depuis 1985, qui ne se représente pas, trois candidats importants se présentent. En premier lieu, le candidat UMP, Roger Ciais, maire depuis 1985 de Touët-sur-Var. Puis, deux candidats de gauche : le maire PG du chef-lieu du canton, Edgar Malausséna et celui qui a fait chuter René Gilly aux municipales de 2008 à La Tour, le divers gauche Pierre Paul Danna, déjà candidat aux cantonales de 2004. Au premier tour, le candidat de droite prend une large avance sur ses opposants sans être élu au premier tour comme lors de la dernière élection de René Gilly en 2004, faisant perdre à la droite près de 400 voix. Vient ensuite le maire de La Tour, Pierre-Paul Danna qui est légèrement en dessous de son résultat de 2004, et le maire de Villars-sur-Var, Edgar Malausséna, en position de se maintenir pour une triangulaire au second tour. Ce dernier se désiste finalement pour donner ses chances à la gauche mais M. Danna rate finalement sa chance en étant largement devancé, Roger Ciais retrouvant les voix que René Gilly avait obtenues dès le premier tour en 2004, dans un contexte de faible abstention, en léger progrès de 6 points.
| Candidats      | Candidats          | Étiquette      | Premier tour | Premier tour | Second tour | Second tour |
| Candidats      | Candidats          | Étiquette      | Voix         | %            | Voix        | %           |
| -------------- | ------------------ | -------------- | ------------ | ------------ | ----------- | ----------- |
|                | Roger Ciais        | UMP-NC         | 752          | 39,62        | 1 086       | 59,54       |
|                | Pierre-Paul Danna  | DVG            | 498          | 26,24        | 738         | 40,46       |
|                | Edgar Malausséna   | DVG            | 375          | 19,76        |             |             |
|                | François Terrillon | FN             | 244          | 12,86        |             |             |
|                | Thibault Martin    | Nissa Rebela   | 29           | 1,53         |             |             |
|                |                    |                |              |              |             |             |
| Inscrits       | Inscrits           | Inscrits       | 2 799        | 100,00       | 2 799       | 100,00      |
| Abstentions    | Abstentions        | Abstentions    | 873          | 31,19        | 851         | 30,40       |
| Votants        | Votants            | Votants        | 1 926        | 68,81        | 1 948       | 69,60       |
| Blancs et nuls | Blancs et nuls     | Blancs et nuls | 28           | 1,45         | 124         | 6,37        |
| Exprimés       | Exprimés           | Exprimés       | 1 898        | 98,55        | 1 824       | 93,63       |

### Canton de Villefranche-sur-Mer
La compétition dans ce canton du sud-est du département se déroule à droite. D'une part, le maire de Cap-d'Ail et ancien député, Xavier Beck qui a reçu l'investiture de l'UMP et d'autre part, le sortant, le sénateur-maire de Saint-Jean-Cap-Ferrat, René Vestri, qui se l'est vu refusée, entaché d'affaires de corruption et de blanchiment d'argent. Cette compétition déchire les électeurs de droite légèrement plus nombreux de deux centaines qu'en 2004 et ce dans un contexte de forte hausse de l'abstention. Une abstention qui ne manque pas d'affecter les autres camps éliminés dès le premier tour, le FN perd 600 voix, le PS près de 1000 et les communistes plus de 150. Le second tour, serré, voit finalement la victoire de Xavier Beck avec une abstention haute, toujours en hausse de 17 points, et plus de 250 bulletins blancs et nuls de plus qu'en 2004 .
| Candidats      | Candidats           | Étiquette      | Premier tour | Premier tour | Second tour | Second tour |
| Candidats      | Candidats           | Étiquette      | Voix         | %            | Voix        | %           |
| -------------- | ------------------- | -------------- | ------------ | ------------ | ----------- | ----------- |
|                | Xavier Beck         | UMP-NC         | 2 534        | 33,74        | 3 646       | 51,55       |
|                | René Vestri*        | UMP dissident  | 2 181        | 29,04        | 3 427       | 48,45       |
|                | Christian Patrac    | FN             | 1 602        | 21,33        |             |             |
|                | Monica Grasso-Bessa | PS-EÉLV        | 883          | 11,76        |             |             |
|                | Colette Mô-Bois     | FG PCF-NPA     | 310          | 4,13         |             |             |
|                |                     |                |              |              |             |             |
| Inscrits       | Inscrits            | Inscrits       | 16 932       | 100,00       | 16 932      | 100,00      |
| Abstentions    | Abstentions         | Abstentions    | 9 269        | 54,74        | 9 250       | 54,63       |
| Votants        | Votants             | Votants        | 7 663        | 45,26        | 7 682       | 45,37       |
| Blancs et nuls | Blancs et nuls      | Blancs et nuls | 153          | 2,00         | 609         | 7,93        |
| Exprimés       | Exprimés            | Exprimés       | 7 510        | 98,00        | 7 073       | 92,07       |

*sortant

## Recours et élections partielles
À la suite de ces élections cantonales un certain nombre de recours en annulation ont été présentés par des candidats battus. Trois ont été validés par le Tribunal administratif. Dans le canton de Nice-7 et dans celui de Levens deux candidates éliminées du premier tour d'une poignée de voix ont contesté la validité de plusieurs votes et votants tandis que dans le canton de Nice-14, l'ex sénateur-maire Jacques Peyrat, qui bénéficiait du soutien du FN, avançait la confusion apportée par un candidat se présentant à tort avec l'étiquette FN. En réponse, les trois vainqueurs UMP firent appel devant le Conseil d’État. Celui invalida les décisions du tribunal administratif dans deux cantons (Nice-7 et Nice-14). Seul le canton de Levens dut revoter en septembre 2012. Le conseiller général UMP sortant fut à nouveau réélu avec pour seule différence, que la candidate de la gauche réussit cette fois à se qualifier pour le second tour.